# Machilus sichuanensis
Machilus sichuanensis är en lagerväxtart som beskrevs av N. Chao. Machilus sichuanensis ingår i släktet Machilus och familjen lagerväxter. Inga underarter finns listade i Catalogue of Life.